# Agua Tardía (pera)
Pera de Agua Tardía es el nombre de una variedad cultivar de pera europea Pyrus communis. Esta pera está cultivada en la colección de la Estación Experimental Aula Dei (Zaragoza). Esta pera también está cultivada en diversos viveros entre ellos algunos dedicados a conservación de árboles frutales en peligro de desaparición. Esta pera es originaria de las Islas Baleares, en concreto este ejemplar fue recolectado en Sóller, donde tuvo su mejor época de cultivo comercial en la década de 1960, y actualmente en menor medida aún se encuentra.

## Sinonimia
- "Cull d'Ou",[8]
- "Peral de Agua Tardía".[9][10]

## Historia
'Pera de Agua Tardía' está considerada incluida en las variedades locales autóctonas muy antiguas, cuyo cultivo se centraba en comarcas muy definidas. Se caracterizaban por su buena adaptación a sus ecosistemas y podrían tener interés genético en virtud de su adaptación. Se encontraban diseminadas por todas las regiones fruteras españolas, aunque eran especialmente frecuentes en la España húmeda. Estas se podían clasificar en dos subgrupos: de mesa y de cocina (aunque algunas tenían aptitud mixta).
'Pera de Agua Tardía' es una variedad clasificada como de mesa, difundido su cultivo en el pasado por los viveros comerciales y cuyo cultivo en la actualidad se ha reducido a huertos familiares y jardines privados.

## Características
El peral de la variedad 'Agua Tardía' tiene un vigor Medio; florece a inicios de mayo; tubo del cáliz en embudo con conducto muy ancho, a veces corto, otras largo y ensanchándose hacia el corazón y en algún caso comunicándose con éste, y con pistilos verdes.
La variedad de pera 'Agua Tardía' tiene un fruto de tamaño pequeño; forma piriforme o turbinada, con cuello muy ligero, casi imperceptible, asimétrica, y con contorno de tendencia a pentagona; piel lisa, brillante, untuosa; con color de fondo amarillo verdoso, con chapa barreada rojo carmín, cubriendo aproximadamente un tercio del fruto, presentando punteado muy abundante, grande, ruginoso-"russeting" o amarillento con aureola verdosa sobre el fondo o carmín poco perceptible sobre la chapa, "russeting" (pardeamiento áspero superficial que presentan algunas variedades) ausente o muy débil; pedúnculo largo, fino, ligeramente engrosado hacia los extremos, color verde claro, o parcialmente ruginoso-"russeting" cobrizo, ligeramente curvo, implantado oblicuo, cavidad del pedúnculo nula, e importancia del "russeting" en cavidad peduncular débil; anchura de la cavidad calicina ancha, muy profunda, ondulada, no sólo el borde, sino también la misma cavidad; ojo mediano, pentagonal, abierto o entreabierto; sépalos tomentosos, triangulares, muy anchos, levantados y con frecuencia algo convergentes, con las puntas dobladas hacia afuera.
Carne de color blanco; textura firme, crujiente, muy acuosa; sabor característico de la variedad, extraordinariamente dulce pero sin aroma, refrescante, buena; corazón grande. Eje abierto, anchísimo, comunicado en parte con las celdillas y a veces también con el tubo del cáliz, en este último caso los pistilos quedan en parte desprendidos de la pared del eje. Celdillas amplias, anchas y cortas. Semillas de tamaño medio, elípticas, semiglobosas, ligeramente espolonadas, de color castaño rojizo claro.
La pera 'Agua Tardía' tiene una época de maduración y recolección tardía en la primera decena de agosto (en Sóller, Baleares). Se usa como pera de mesa fresca, y en cocina para hacer jaleas.